# 亞歷山大 (波利伯孔之子)
亞歷山大（希臘語：Αλέξανδρος ,?—前314年），是馬其頓帝國攝政波利伯孔之子，也是繼業者戰爭中的將領。

## 雅典爭奪戰
前320年，帝國攝政安提帕特去世，他把攝政職位交給老將兼副手的波利伯孔，而自己的兒子卡山德成為波利伯孔的副官。野心勃勃的卡山德對這結果相當不滿，加上安提帕特在馬其頓深耕很久，自己家族有很大影響力，且馬其頓扶持的希臘城邦僭主們和馬其頓駐軍司令也多跟家族親善，於是卡山德決定以武力奪取政權。波利伯孔為了反制卡山德的勢力，他以帝國攝政的名義宣告新的希臘政策，他宣布帝國將解放希臘各城邦，並保證民主、自由與自治。這政策完全與安提帕特時期時完全不同，波利伯孔試圖以此方法削弱卡山德，並希望能獲得希臘人支持。
在此情況下，波利伯孔派遣自己的兒子亞歷山大率領一支先遣部隊南下希臘，驅逐卡山德的駐軍。前318年，亞歷山大來到雅典，並宣稱要把雅典從卡山德駐軍司令尼卡諾爾解放出來，先前尼卡諾爾不僅拒絕交出穆尼基亞（Munichia）的要塞，還設計奪取了港口比雷埃夫斯，並且加強防禦設施。當亞歷山大到來並宣布帝國攝政的命令，此舉使他受到雅典人歡迎，但這個命令尼卡諾爾堅不接受，而雅典政治家福基翁與尼卡諾爾友好，他還試圖幫尼卡諾爾說話，雅典人越來越對福基翁不滿，指控他叛國，迫使福基翁逃離雅典，雅典也準備站在波利伯孔陣營。福基翁逃到亞歷山大處，因為福基翁的名聲，亞歷山大榮重對待他，並讓他前往波利伯孔所在的王軍，但最後福基翁被交給雅典人處死。
不久，卡山德帶著盟友安提柯處所獲得的部隊和艦隊來到，增援尼卡諾爾。此時波利伯孔的王軍到達，並率軍包圍了比雷埃夫斯，但因為大軍在當地的補給有些短缺，波利伯孔被迫率領軍隊主力離開，前去進攻另一個親卡山德的希臘城市邁加洛波利斯。於是波利伯孔命亞歷山大率領足夠的部隊繼續圍攻比雷埃夫斯，但亞歷山大的圍城並沒有什麼效果，當波利伯孔在邁加洛波利斯的慘敗傳來，亞歷山大只好率領部隊去伯羅奔尼撒支援。沒了亞歷山大軍隊的支援，雅典城之後就被卡山德率軍包圍，最後被迫投降。

## 伯羅奔尼撒的激戰
因為波利伯孔的伯羅奔尼撒戰事不順，加上戰火延燒到馬其頓本土，波利伯孔只好率領軍隊主力回軍，並留下兒子亞歷山大處理伯羅奔尼撒戰事。前317年，當卡山德因國王腓力三世和王后歐律狄刻被奧林匹亞絲所殺而率主力殺回馬其頓之時，這使得伯羅奔尼撒的親卡山德僭主失去奧援，亞歷山大因此奪下數座城市和重要戰略要地。但卡山德在馬其頓本土解決奧林匹亞絲之後再度南下希臘，亞歷山大試圖在科林斯地峽建立防線阻止卡山德進軍，但卡山德直接從海路繞過，並通過埃皮達魯斯（Epidaurus），還拿下埃爾米奧尼（Ermioni）、阿爾戈斯，之後繼續奪取除了以托墨（Ithome）以外的麥西尼亞。

## 搖擺
隔年，前315年安提柯在帝國東方遠征成功，使他擁有龐大軍隊與日漸擴張野心，這激起其他總督的反感。他們組成一個反安提柯聯盟，其中包含了卡山德、利西馬科斯、阿桑德和托勒密等勢力。安提柯為了反制，他派阿里斯托德穆斯（Aristodemus）帶著大筆金錢前去伯羅奔尼撒雇傭軍隊，並商討與波利伯孔和亞歷山大結盟一事。阿里斯托德穆斯還邀請亞歷山大親自去亞洲一趟與安提柯會談，果真亞歷山大前往泰爾與安提柯見面並簽訂盟約，安提柯送亞歷山大500塔蘭同作為軍資，以及許多有利的承諾。然而同年，亞歷山大被卡山德使者普瑞迫勞斯所利誘，使他和父親波利伯孔叛離安提柯陣營，亞歷山大接受卡山德所任命的伯羅奔尼撒統帥頭銜，並與卡山德和解。

## 死亡
前314年，加入卡山德陣營的亞歷山大率軍圍攻基利尼斯（Kyllini），最後因為阿里斯托德穆斯率領盟友埃托利亞軍隊前來而撤離。在阿里斯托德穆斯返回埃托利亞後，亞該亞底米（Dymi）的公民包圍了當地卡山德的駐軍，亞歷山大率軍強行進入該城，並占領了它，還把該城反對派處死、囚禁或放逐。過了不久，亞歷山大在西库翁被當地人亞歷松（Alexion）所謀殺，留下遺孀克拉特西波麗絲（Cratesipolis）和無人統領的軍隊。然而，他的妻子克拉特西洛麗絲証明自己完全有能力帶領軍隊。

## 註腳
1. ↑  西西里的狄奧多羅斯, Bibliotheca, xviii. 48; 普魯塔克, 希臘羅馬名人傳, "Phocion", 31
2. ↑  普魯塔克, 32; 狄奧多羅斯, xviii. 65
3. ↑  狄奧多羅斯, xviii. 65.
4. ↑  狄奧多羅斯, xviii. 66;普魯塔克, 33-34
5. ↑  狄奧多羅斯, xviii. 68
6. ↑  保薩尼亞斯, Description of Greece,i. 25; 狄奧多羅斯, xviii. 74
7. ↑  狄奧多羅斯, xviii. 72
8. ↑  狄奧多羅斯, xix. 35
9. ↑  保薩尼亞斯, i. 11; 狄奧多羅斯, xix. 11
10. ↑  狄奧多羅斯, xix. 53
11. ↑  狄奧多羅斯, xix. 54
12. ↑  狄奧多羅斯, xix. 60, 61
13. ↑  狄奧多羅斯, xix. 64
14. ↑  狄奧多羅斯, xix. 66
15. ↑  狄奧多羅斯s, xix. 67